# 欢乐的种子 (YUKI的单曲)
「欢乐的种子」（日语：歓びの種）是YUKI的第12张单曲。

## 简介
- 收录了包括同名曲「歓びの种」及其乐器演奏版本、专辑『joy』的收录曲「AIR WAVE」的演唱会版本，以及新曲「首轮」共4首歌。
- 表题曲是电影『Touch』的主题曲，YUKI是在看完了剧本之后再填词的，而且电影的主演长泽雅美还出演了单曲的电视广告。这首单曲的监制箭内道彦在出演娱乐节目「R30」时，为了在朗读这首歌的歌词时保持自然的表情，还特意将歌词全部背了下来。另外，这首歌的广告版有非常多的版本。

## 收录曲
（全作詞：YUKI）
1. 歓びの種
  - 作曲：蔦谷好位置／編曲：島田昌典
  - 东宝发行电影『Touch』主题曲
2. 首輪
  - 作曲：Keito Blow／編曲：湯浅篤・玉井健二
3. AIR WAVE（Live）
4. 歓びの種 -Instrumental-

## 收录专辑
- Wave（#1）
- five-star（#1）
- POWERS OF TEN（#1）
- BETWEEN THE TEN（#2）